# Taitung
Taitung (mandarín pīnyīn: Táidōng Shì; Hokkien POJ: Tâi-tang-chhī) es una ciudad-condado y sede del condado de Taitung, Taiwán. Se encuentra en la costa sureste de Taiwán frente al océano Pacífico. La ciudad de Taitung es la subdivisión más poblada del condado de Taitung y es una de las principales ciudades de la costa este de la isla.
Debido a la Cordillera Central de Taiwán, el transporte terrestre a la ciudad es muy limitado. La ciudad es servida por el aeropuerto de Taitung. Taitung es una puerta de entrada a la isla Verde y la isla Orquídea, ambos destinos turísticos populares.

## Historia

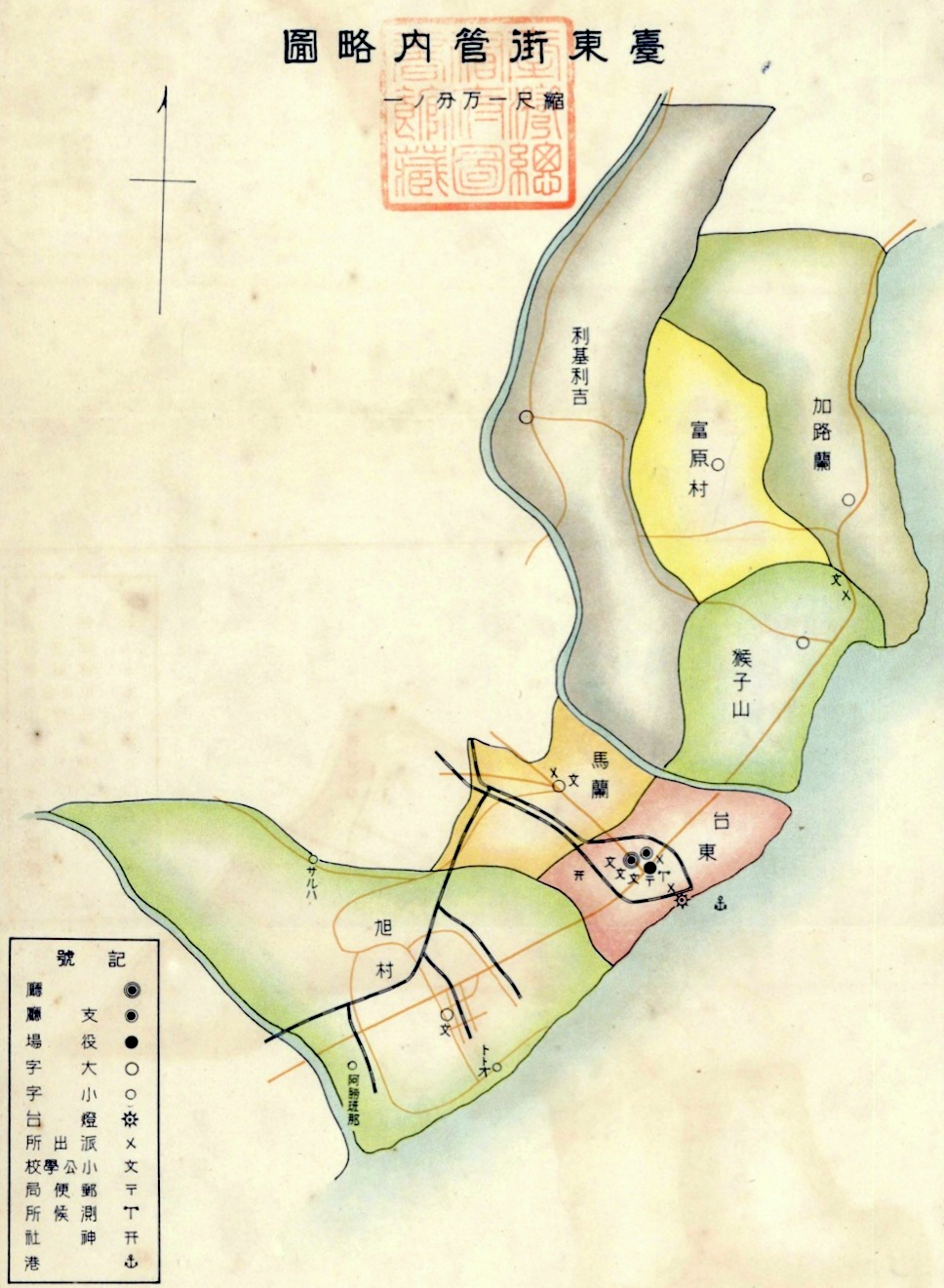
La ciudad de Taitung bajo dominio japonés.

Antes del siglo XVI, la llanura de Taitung fue colonizada por agricultores Puyuma y las tribus aborígenes Amis. Bajo el dominio neerlandés y durante el gobierno de los Qing, una gran parte del este de Taiwán, incluida la Taitung de hoy, se llamaba "Pi-lam" (chino: 卑南; Pe̍h-ōe-jī: Pi-lâm). Muchos artefactos de los sitios prehistóricos de la ciudad se encuentran en el Parque Cultural Beinan, que se descubrió en 1980 durante la construcción de la Estación Taitung.
A finales del siglo XIX, cuando Liu Mingchuan era el gobernador Qing en Taiwán, los colonos chinos han se mudaron a la región de Taitung. La subprefectura de Pi-lam (卑南廳) se estableció en 1875 y cambió su nombre a prefectura de Taitung en 1888, después de que la isla se convirtiera en la provincia de Fujian-Taiwán.

### Dominio japonés
Durante la ocupación japonesa, el poblamiento central fue llamado Nankyō (南鄉新街). Taitō Chō (臺東廳) fue uno de los veinte oficinas administrativas locales establecidas en 1901. La ciudad de Taitō fue establecida en 1920 bajo la prefectura de Taitō, e incluyó la moderna ciudad de Taitung y el este del municipio de Beinan.

### Posguerra
Después de la entrega de Taiwán de Japón a la República de China en 1945, se convirtió en el municipio de Taitung y en 1976 fue promovida a la ciudad de Taitung.

## Gobierno de ciudad
El gobierno de la ciudad de Taitung tiene su sede en el ayuntamiento de Taitung, que asume la responsabilidad de la administración general de la ciudad y de todos sus otros asuntos, desde personas, educación, popularización cultural, negociación, ayuda de emergencia, prevención de desastres, impuestos ambientales, control de limpieza, finanzas, público control de la propiedad, dirección, asesoramiento fiscal, control de la agricultura y la pesca, productos al por mayor, administración de empresas y mercadotecnia, planificación urbana, establecimiento público, turismo, desarrollo comunitario, administración de servicios del ejército, asistencia social, programa nacional de seguro de salud y asuntos de administración indígena.

### Departamentos
- Sección de Asunto civil
- Sección financiera
- Sección de construcción
- Sección de Asunto del trabajo
- Social y Sección de Servicio del Ejército
- Sección de Administración aborigen
- Sección de administración
- Oficina de personal
- Presupuesto, Contabilidad y Oficina de Estadística
- Ethics Sección[2]

## Clima
Taitung tiene un clima tropical monzónico, con una estación húmeda de mayo a octubre, una estación seca de noviembre a abril y, por lo general, muy cálida a altas temperaturas con alta humedad. Sin embargo, a diferencia de la mayoría de los climas tropicales, la estación seca es brumosa en lugar de soleada, por lo que la disponibilidad de humedad durante este período es mayor que lo que sugieren las bajas precipitaciones y las temperaturas cálidas. El registro más alto de temperatura de Taiwán se registró en Taitung el 9 de mayo de 2004, con temperaturas máximas por encima de los 40 °Cs por primera vez en la historia registrada de Taiwán.

## Divisiones administrativas
Wenhua, Minzu, Zijiang, Minsheng, Baosang, Minquan, Siwei, Zhonghua, Renai, Jiangguo, Datong, Chenggong, Jianguo, Zhongzheng, Zhongshan, Xingguo, Tiehua, Tunghai, Fuguo, Fuxing, Xinxing, Xinsheng, Zhongxin, Malan, Guangming, Fengnian, Fengle, Yongle, Kangle, Fengrong, Fenggu, Fengli, Fengyuan, Fugang, Fufeng, Nanrong, Yanwan, Beinan, Nanwang, Fengtian, Xinyuan, Jianhe, Jianxing, Jianye, Zhiben y Jiannong Pueblo.